# Verdienter Bergmann der Deutschen Demokratischen Republik
Verdienter Bergmann der Deutschen Demokratischen Republik war eine staatliche Auszeichnung  der Deutschen Demokratischen Republik (DDR), welche in Form eines Ehrentitels mit Urkunde und einer tragbaren Medaille verliehen wurde. 

## Beschreibung
Der Titel wurde am 10. August 1950 gestiftet und für hervorragende, volkswirtschaftlich bedeutsame Leistungen im Bergbau verliehen, wenn diese zu einer Steigerung der Arbeitsproduktivität geführt hatten. Die Vergabe erfolgte am Tag des Bergmanns und des Energiearbeiters. Neben einer Urkunde erhielt der Ausgezeichnete eine steuerfreie Prämie in Höhe von 10.000 Mark. Es wurden etwa 30 bis 40 Titel pro Jahr verliehen. Insgesamt wurden 1225 Träger, darunter 59 Frauen nachgewiesen.

## Medaille zum Ehrentitel

### Aussehen
Die mit dem Ehrentitel verbundene Medaille aus 900er Silber (seit 1973 nur noch versilbert) mit einem Durchmesser von 38 mm zeigt auf ihrem Avers eine brennende Grubenlampe. Darüber die Umschrift: VERDIENTER BERGMANN und darunter der Bergmannsgruß: GLÜCK AUF! Das Revers der Medaille zeigt eine etwas links versetzte Friedenstaube und bis 1955 das nachträglich eingestanzte Verleihungsdatum.

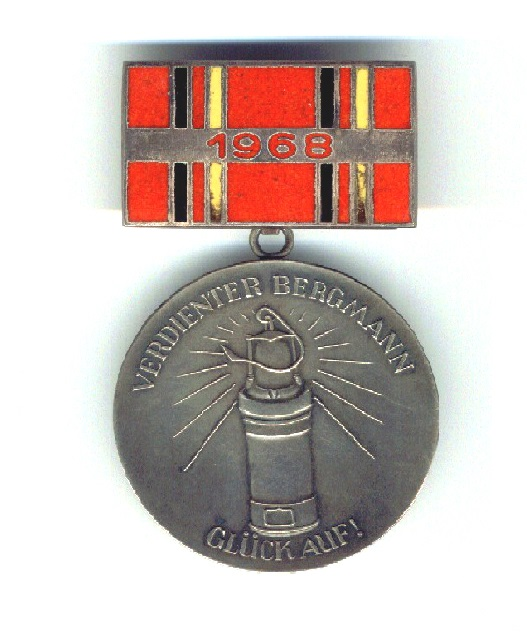
Medaille „Verdienter Bergmann“
Verleihungsurkunde
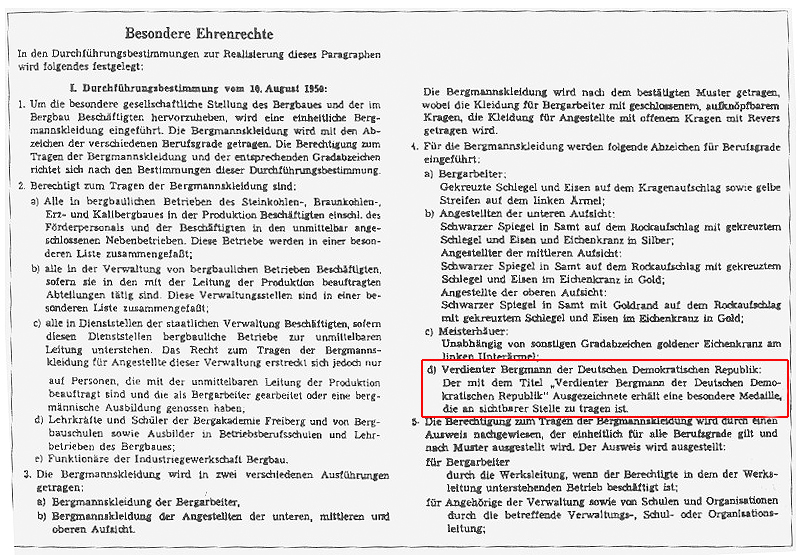
Besondere Ehrenzeichen im Bergbau der DDR
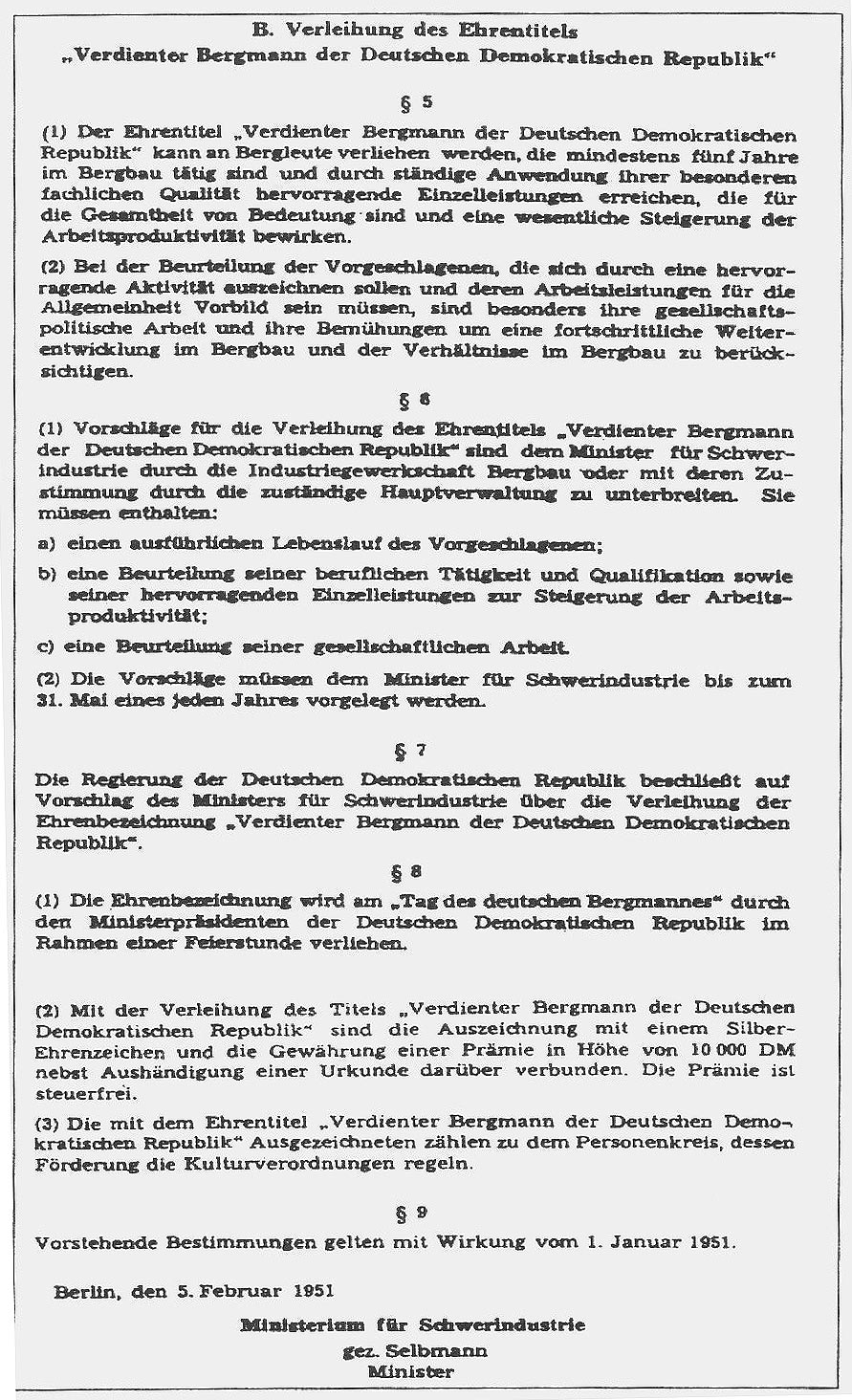
Gesetzliche Bestimmung zur Verleihung

### Trageweise
Getragen wurde die Medaille seit 1953 auf der linken oberen Brustseite an einer 29 mm × 20 mm großen rotemaillierten Spange. Auf ihr sind zwei senkrechte Balken zu je drei Streifen in schwarz-rot-gold-emaillierter Farbe zu sehen. Durch die gesamte Spange zieht sich ein silberfarbiger waagerechter Balken, der mittig die Jahreszahl der Verleihung zeigt.